# Чемпионат мира по плаванию в ластах 2006
13-й чемпионат мира по плаванию в ластах проводился в итальянском городе Турин с 4 по 11 июля 2006 года.

## Распределение наград
*   Страна-организатор 
| Место | Страна           | Золото | Серебро | Бронза | Всего |
| ----- | ---------------- | ------ | ------- | ------ | ----- |
| 1     | Китай            | 12     | 11      | 3      | 26    |
| 2     | Россия           | 9      | 10      | 8      | 27    |
| 3     | Италия*          | 6      | 4       | 4      | 14    |
| 4     | Украина          | 3      | 0       | 3      | 6     |
| 5     | Франция          | 0      | 2       | 1      | 3     |
| 6     | Греция           | 0      | 1       | 5      | 6     |
| 7     | Республика Корея | 0      | 1       | 4      | 5     |
| 8     | Германия         | 0      | 1       | 1      | 2     |
| 9     | Колумбия         | 0      | 0       | 1      | 1     |
| Всего | Всего            | 30     | 30      | 30     | 90    |

## Призёры

### Мужчины
| Дисциплина                | Золото                                                                         | Золото     | Серебро                                                                   | Серебро    | Бронза                                                                               | Бронза     |
| ------------------------- | ------------------------------------------------------------------------------ | ---------- | ------------------------------------------------------------------------- | ---------- | ------------------------------------------------------------------------------------ | ---------- |
| 50 м ныряние              | Игорь Сорока · Украина                                                         | 14.20      | Александр Формин · Россия                                                 | 14.61      | Юань Хайфэн · Китай                                                                  | 14.79      |
| 50 м в ластах             | Юань Хайфэн · Китай                                                            | 16.06      | Павел Кабанов · Россия                                                    | 16.21      | Рикардо Галли · Италия                                                               | 16.33      |
| 100 м в ластах            | Юань Хайфэн · Китай                                                            | 36.27      | Рикардо Галли · Италия                                                    | 36.34      | Павел Кабанов · Россия                                                               | 37.18      |
| 200 м в ластах            | Стефано Фиджини · Италия                                                       | 1:23.68    | Сергей Баев · Россия                                                      | 1:24.23    | Андреа Нава · Италия                                                                 | 1:24.92    |
| 400 м в ластах            | Стефано Фиджини · Италия                                                       | 3:00.75    | Сергей Баев · Россия                                                      | 3:05.57    | Лоренцо Минисола · Италия                                                            | 3:06.24    |
| 800 м в ластах            | Стефано Фиджини · Италия                                                       | 6:23.96    | Иоаннис Цурунакис · Греция                                                | 6:34.24    | Николай Резников · Россия                                                            | 6:37.97    |
| 1500 м в ластах           | Стефано Фиджини · Италия                                                       | 12:38.55   | Свен Лютцкендорф · Германия                                               | 12:50.33   | Григориос Суватц-оглу · Греция                                                       | 12:52.52   |
| 100 м с аквалангом        | Игорь Сорока · Украина                                                         | 32.36      | Евгений Скорженко · Россия                                                | 33.17      | Павел Кабанов · Россия                                                               | 33.19      |
| 400 м с аквалангом        | Сергей Черевко · Россия                                                        | 2:48.20    | Ли Джи · Республика Корея                                                 | 2:49.39    | Чэнь Бинь · Китай                                                                    | 2:50.89    |
| 800 м с аквалангом        | Сергей Черевко · Россия                                                        | 5:53.99    | Т. Шастанье · Франция                                                     | 6:01.44    | Иоаннис Цурунакис · Греция                                                           | 6:02.42    |
| Эстафета 4х100 м в ластах | Андрей Бураков · Евгений Скорженко · Алексей Казанцев · Павел Кабанов · Россия | 2:24.32    | Рикардо Галли · Андреа Нава · Лоренцо Минисола · Чезаре Фумарола · Италия | 2:25.11    | Виталий Филиппович · Ярослав Розкладка · Виктор Панев · Игорь Сорока · Украина       | 2:29.34    |
| Эстафета 4х200 м в ластах | Андреа Нава · Чезаре Фумарола · Лоренцо Минисола · Стефано Фиджини · Италия    | 5:36.72    | Павел Кабанов · Михаил Черченко · Николай Резников · Сергей Баев · Россия | 5:44.32    | Иоаннис Цурунакис · Димитриос Базос · Антониос Цурунакис · Афанасиос Гунгос · Греция | 5:48.81    |
| 6000 м                    | Николай Резников · Россия                                                      | 54:06.50   | Рафаэль Смолин-Фруассар · Франция                                         | 54:36.40   | Максим Чёрный · Украина                                                              | 56:22.10   |
| 20000 м                   | Алексей Бусловских · Россия                                                    | 3:18:56.20 | Паоло Вандини · Италия                                                    | 3:23:59.90 | Павел Бабкин · Россия                                                                | 3:24:20.50 |
| Эстафета 4х3000 м         | Павел Бабкин · Алексей Бусловских · Николай Резников · Борис Фердман · Россия  | 1:49:30.40 | Давид Манца · Стефано Фиджини · Лоренцо Минисола · Фабио Пикки · Италия   | 1:49:37.80 | Энрико Шульц · Ив Ролак · Себастиан Лассак · Христиан Эйфе · Германия                | 1:52:10.50 |

### Женщины
| Дисциплина         | Золото                                                                                    | Золото     | Серебро                                                                                 | Серебро    | Бронза                                                                     | Бронза     |
| ------------------ | ----------------------------------------------------------------------------------------- | ---------- | --------------------------------------------------------------------------------------- | ---------- | -------------------------------------------------------------------------- | ---------- |
| 50 м ныряние       | Сю Хуаншань · Китай                                                                       | 15.89      | Чжу Баочжэн · Китай                                                                     | 16.03      | Анастасия Глухих · Россия                                                  | 16.45      |
| 50 м в ластах      | Сюй Хуаншань · Китай                                                                      | 17.40      | Чжу Баочжэн · Китай                                                                     | 17.79      | Анастасия Глухих · Россия                                                  | 18.57      |
| 100 м в ластах     | Сюй Хуаншань · Китай                                                                      | 39.50      | Чжу Баочжэн · Китай                                                                     | 39.51      | Валентина Артемьева · Россия                                               | 39.98      |
| 200 м в ластах     | Валентина Артемьева · Россия                                                              | 1:30.34    | Чжу Баочжэн · Китай                                                                     | 1:32.16    | Лю Ци · Китай                                                              | 1:32.65    |
| 400 м в ластах     | Чэнь Сяопин · Китай                                                                       | 3:19.89    | Екатерина Политько · Россия                                                             | 3:21.29    | Пэ Сохён · Республика Корея                                                | 3:21.73    |
| 800 м в ластах     | Лю Ци · Китай                                                                             | 6:31.36    | Хуан Цзиньдун · Китай                                                                   | 6:37.52    | Пэ Сохён · Республика Корея                                                | 6:38.62    |
| 1500 м в ластах    | Лю Цзяо · Китай                                                                           | 13:34.95   | Чэнь Сяопин · Китай                                                                     | 13:37.44   | Эвантия Георгиу · Греция                                                   | 13:45.73   |
| 100 м с аквалангом | Чжу Баочжэн · Китай                                                                       | 35.25      | Сюй Хуаншуан · Китай                                                                    | 36.01      | Хейтц, Камилла · Франция                                                   | 37.79      |
| 400 м с аквалангом | Чжу Баочжэн · Китай                                                                       | 3:01.78    | Хуан Цзиньдун · Китай                                                                   | 3:02.90    | Валентина Артемьева · Россия                                               | 3:02.91    |
| 800 м с аквалангом | Лю Цзяо · Китай                                                                           | 6:31.36    | Хуан Цзиньдун · Китай                                                                   | 6:37.52    | Пэ Сохён · Республика Корея                                                | 6:38.62    |
| Эстафета 4х100 м   | Ян Юйчжун · Лю Ци · Чжу Баочжэн · Сюй Хуаншуан · Китай                                    | 2:41.29    | Валентина Артемьева · Анастасия Глухих · Екатерина Политько · Василиса Кравчук · Россия | 2:43.07    | Екатерина Делова · Анна Позий · Ольга Шляховская · Елена Довгань · Украина | 2:46.44    |
| Эстафета 4х200 м   | Валентина Артемьева · Екатерина Политько · Медея Джавахишвили · Василиса Кравчук · Россия | 6:10.38    | Лю Ци · Чэнь Сяопин · Сюй Хуаншуан · Чжу Баочжэн · Китай                                | 6:13.67    | Пэ Сохён · Пак Чиён · Чан Есоль · Чон Арам · Республика Корея              | 6:22.72    |
| 6000 м             | Татьяна Цой · Россия                                                                      | 1:00:03.20 | Лю Цзяо · Китай                                                                         | 1:00:52.60 | Марсело Хернандес · Колумбия                                               | 1:00:57.30 |
| 20000 м            | Анна Андриевских · Россия                                                                 | 3:36:35.90 | Татьяна Цой · Россия                                                                    | 3:38:22.40 | Лиза Фоа · Италия                                                          | 3:38:44.10 |
| Эстафета 4х3000 м  | Ирина Положенцева · Татьяна Красногор · Ольга Шляховская · Яна Лазебрий · Украина         | 2:01:07.40 | Анна Андриевских · Людмила Чухнова · Анжелика Старикова · Татьяна Цой · Россия          | 2:01:48.10 | Христина Мюллер · Кари Фельхов · Сандра Пильц · Каролин Штут · Германия    | 2:02:28.20 |

- Протокол на сайте SWAS